# Bruno (Saskatchewan)
Pour les articles homonymes, voir Bruno.
Bruno est une ville située à 90 km à l'est de Saskatoon en Saskatchewan au Canada.
Sa population était de 574 habitants en 2011.
En 1919 un couvent y a été ouvert par les religieuses ursulines, et en 1922 une école appelée St. Ursula's Academy y a été créée.